# Ross Roy

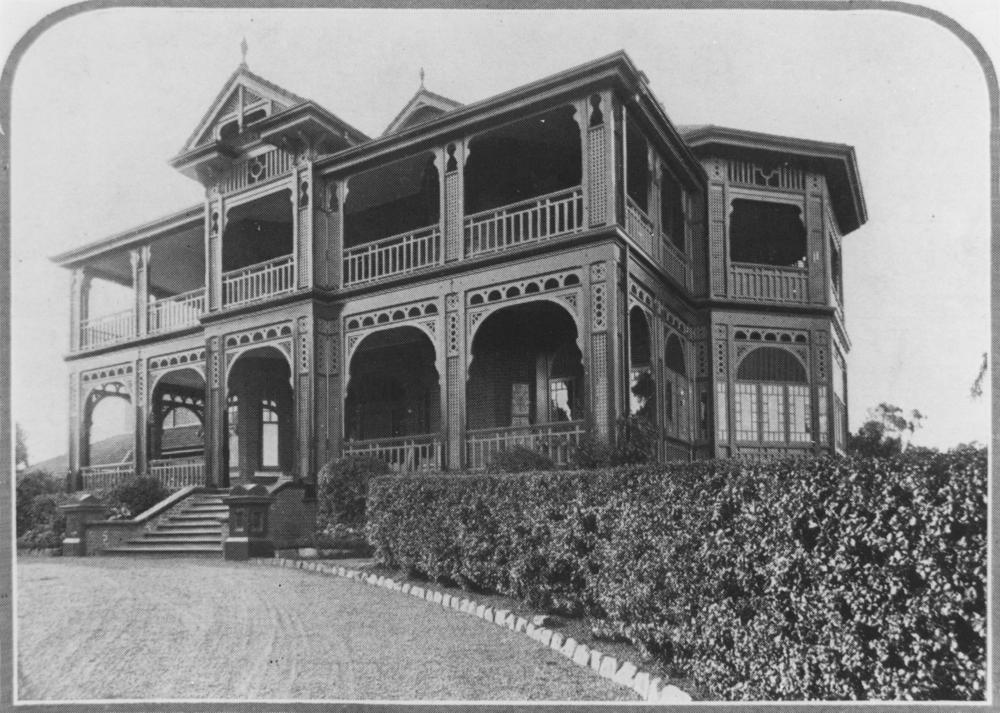
Ross Roy im Jahre 1922

Ross Roy ist eine denkmalgeschützte Villa in der Harts Road im australischen Brisbane. Sie befindet sich auf dem Schulgelände des St Peters Lutheran College und wird derzeit als Bürogebäude der Schule genutzt.

## Geschichte
Das Haus wurde 1897 für Daniel Collings, einen Teehändler, erbaut. Architekt war Claude W. Chambers.
Im Jahre 1910 wurde die Villa an William Ross Munro verkauft, der das Gebäude Ross Roy nannte, eine Kombination aus seinem zweiten Vornamen Ross und dem Namen seines ältesten Sohnes Roy.
1945 wurde in dem Gebäude das St Peters Lutheran College gegründet, bis heute ist die Villa Teil des Schulgeländes und Symbol für die Schule. 1997 setzte der niederländische Komponist Jacob de Haan dem Gebäude ein musikalisches Denkmal mit seinem gleichnamigen Werk Ross Roy.